# Karl Peter Berg
Karl Peter Berg (ur. 18 kwietnia 1907 , zm. 22 listopada 1949) – zbrodniarz nazistowski, komendant niemieckiego obozu policyjnego Amersfoot oraz SS-Untersturmführer.

## Życiorys
Z zawodu policjant. Przed przybyciem do Amersfoort pełnił funkcję komendanta obozu Schoorl od kwietnia do października 1941. W marcu 1942 został Schutzhaftlagerführerem w Polizeiliches Durchgangslager Amersfoort. Następnie sprawował stanowisko komendanta tego obozu od 1 stycznia 1943. Berg był znanym sadystą. Więźniów bił tym co wpadło mu w ręce: kijami, kawałkami drewna, gumową pałką itp.. Cierpiącym na obrzęki głodowe odmawiał nawet skromnej dawki jedzenia. Kierował licznymi egzekucjami więźniów i jeńców radzieckich.  
20 kwietnia 1945 uciekł do Scheveningen, ale został aresztowany. 14 grudnia 1948 został skazany przez holenderski sąd na karę śmierci. Uznano go winnym śmierci przynajmniej 200 więźniów i 77 jeńców radzieckich. Wyrok wykonano przez rozstrzelanie w listopadzie 1949.